# Гордон (ураган, 1994)
Ураган Гордон (англ. Hurricane Gordon)  – катастрофический ураган в конце сезона ураганов в Атлантике 1994 года . Двенадцатый и последний тропический циклон сезона 1994 года.
«Гордон» сформировался 8 ноября на юго-западе Карибского моря. Не усиливаясь, шторм обрушился на Никарагуа . Позже, 10 ноября, шторм начал усиливаться по мере удаления от суши и быстро перерос в тропический шторм Гордон, седьмой по счету шторм в этом сезоне. Гордон также достиг берега на Ямайке и Кубе во время минимального тропического шторма. Он вошёл в юго-западную Атлантику, напоминая субтропический циклон. К тому времени, когда он вошёл в мексиканский залив шторм снова стал полностью тропическим. Тропический шторм Гордон позже пересёк Флорида-Кис и, повернув на северо-восток, достиг берега в Форт-Майерсе, Флорида. Гордон укрепился после того, как снова вошел в Атлантический океан, став ураганом 17 ноября. Он ненадолго угрожал Северной Каролине при повороте на северо-запад, хотя повернул на юг и ослаб. Гордон превратился в тропическую депрессию и 20 ноября снова обрушился на Флориду с такой же интенсивностью. Он повернул на север и рассеялся на следующий день над Южной Каролиной.

## Последствия
Гордон первым вызвал наводнение на севере Коста-Рики, в результате которого было разрушено 700 домов и нанесен ущерб на 30 миллионов долларов. В стране погибло шесть человек, еще два — в соседней Панаме. Обрушившись на Ямайку, ураган стал причиной ущерба в размере 11,8 миллиона долларов и гибели четырех человек. Наибольший ущерб был нанесен Гаити после того, как в результате продолжительного юго-западного потока выпало 14 дюймов (360 мм) осадков за 24 часа. Дожди привели к сильным оползням и наводнениям, нарушившим транспорт и повредившим 10 800 домов, ещё 3500 домов были разрушены. В стране погибло 1122 человека, частично из-за вырубки лесов на холмах, а ущерб оценивается в 50 миллионов долларов. В соседней Доминиканской Республике погибло еще пять человек, а также произошло наводнение возле ее столицы. На Кубе Гордон нанес ущерб в размере 100 миллионов долларов, а 5, 906 домов были повреждены или разрушены. Из-за масштабной эвакуации в стране погибло всего двое. Во Флориде шторм нанес ущерб в размере 400 миллионов долларов,  большая часть из которых была сельскохозяйственной, и погибло одиннадцать человек, восемь из которых были непосредственными. Позже Гордон поразил Северную Каролину высокими волнами, вызвав эрозию пляжа и разрушив пять домов. Общий ущерб составил 594 миллиона долларов.
Международные правительства и агентства через ООН отправили гуманитарную и денежную помощь в Гаити после разрушительного воздействия Гордона на Гаити. Американские солдаты уже находились в стране, чтобы вернуть на пост президента свергнутого Жан-Бертрана Аристида. Войска помогли в спасении и работали над восстановлением поврежденной дороги между Порт-о-Пренсом и Жакмелем . Несмотря на смертельные случаи и повреждения, название не было снято с учета после сезона.